# بوديل كيير
بوديل كيير (بالدنماركية: Bodil Kjær)‏ هي مهندسة معمارية دنماركية، ولدت في 11 مارس 1932.